# メトポサウルス
メトポサウルス (学名：Metoposaurus) は後期三畳紀に生息していた迷歯亜綱分椎目に属する絶滅両生類である。北アメリカ・ヨーロッパ・インドの浅い湖で繁栄していた。

## 特徴
全長3メートルほどで、大きく扁平な頭部と小さく歩行に適さない四肢を持ち、ほぼ水生の動物であったと考えられる。針のように鋭い歯を多数持ち、魚や小動物を待ち伏せて捕食していたのだろう。三畳紀を通じて汎世界的に分布していたカピトサウルス上科の動物によく似ているが、浅い水域で生活していたことを反映してか眼窩が頭部のより前方にあることで区別される。
一箇所で大量の大型個体の化石が見つかることがあり、旱魃で干上がった生息地の個体群が全滅することがしばしば起こっていたものと考えられる。大型の個体だけが集まっていることから、小型の個体は多少陸上を移動して新しい水場を探すことが出来たが、十分成長したあとは完全な水生になってしまったのであろう。

## 古病理学
メトポサウルスからは骨癌腫瘍が報告されている。